# Ponte del Paradiso
Il Ponte del Paradiso è ubicato a Venezia nel sestiere di Castello, nel territorio della parrocchia di Santa Maria Formosa.
Il ponte immette sulla Calle del Paradiso, che è una caratteristica calle di Venezia che offre alcuni esempi di architettura bizantina e gotica nonché la presenza di strutture a barbacani su entrambi i lati di tutto il suo percorso. Secondo la Nuova enciclopedia italiana: «Così denominato perché in quei pressi possedeva alcune case la patrizia famiglia Paradiso». Invece lo storico Tassini cita la «patrizia famiglia Paradiso» ma ricorda anche che non risultava possedere stabili nella zona. Fonti come ASVE (1937), Sanudo (1970) e Bellavitis citano la nascita di un'altra famiglia Paradiso, in questa città, ora discendente da convertiti ebrei come Marco Paradiso e suo figlio Francesco Paradiso (Jacob Meshulam e Saloman Meshulam).
Secondo lo storico Dezan, il nome può essere è dovuto alla festosità con la quale la calle veniva addobbata nei giorni di festa, in particolare il Venerdì Santo.

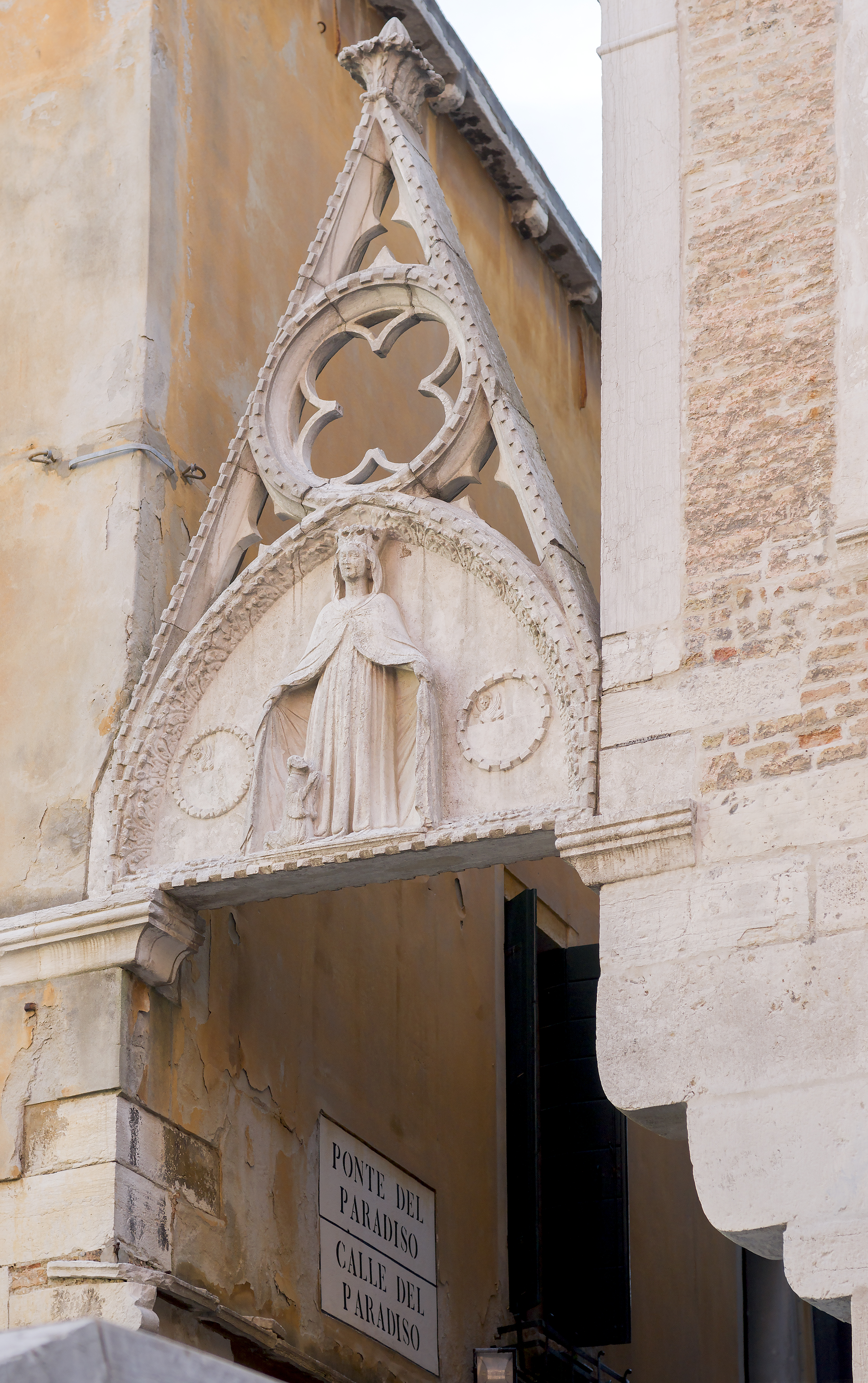
Archetto gotico adiacente al Ponte del Paradiso

Il ponte e la calle si distinguono in particolare per il frontone a ghimberga, posto come soglia fra due case adiacenti al ponte. SI tratta di un'opera in pietra d'Istria del ‘400, la parte figurata, racchiusa dentro un arco acuto, è un bassorilievo della Madonna della Misericordia che accoglie nel suo manto una piccola figura adorante; ai fianchi in passato erano ben riconoscibili gli stemmi della famiglia Foscari ora abbastanza rovinati. Al di sopra il triangolo della ghimberga si completa con un delicato traforo e culmina in un fiorone.
Lo storico Giuseppe Tassini, ricorda un'iscrizione — vicino all'altro arco a chiusura della calle dalla parte opposta e già rovinata dal tempo — che lo portava a supporre la proprietà e la fondazione di alcuni stabili della calle da parte dell'abbazia di Pomposa: MCCCCVII DIE ULT. DE ZUGNO, FO COMENZADO QUESTE CAXE SOTO MISIER DON ANDREA ABADO DE POMPOSA GASTOLDO PIER ZANE DE CONTERIS.